# Tristan et Yseult (film français, 1911)
Pour les articles homonymes, voir Tristan et Yseult.
Ne doit pas être confondu avec Tristan et Yseult (film italien, 1911).
Pour plus de détails, voir Fiche technique et Distribution.
Tristan et Yseult est un film français réalisé par Albert Capellani, sorti en 1911.
Ce film muet en noir et blanc est l'adaptation cinématographique de la légende celtique de Tristan et Iseut.

## Fiche technique
- Titre original : Tristan et Yseult
- Réalisation : Albert Capellani
- Scénario : Michel Carré
- Société de production : Film d'Arte Italiana
- Société de distribution : Pathé Frères
- Pays d'origine :  France
- Langue : français
- Format : Noir et blanc – 1,33:1 – 35 mm – Muet
- Genre : film d'aventure
- Longueur de pellicule : 615 m (2 bobines)
- Année : 1911
- Dates de sortie : France : 1911

## Distribution
- Stacia Napierkowska : Yseult
- Paul Capellani : Tristan
- Henry Krauss